# Ухоуцы
Ухоуцы (кит. трад. 武侯祠, пиньинь wǔhóucí, палл. У-хоу ци, буквально: «храм Улянского хоу») — мемориальный комплекс, посвящённый царству Шу эпохи Троецарствия и в первую очередь премьер-министру царства Шу, мудрому Чжугэ Ляну, и императору Лю Бэю. Комплекс включает в себя большой парк, декоративные сады и водоёмы, могилу Лю Бэя, храмы и выставочные залы. Это один из старейших мемориальных комплексов на юго-западе центральной части Чэнду, главного города китайской провинции Сычуань.
Центральный храм комплекса был возведён в начале IV столетия, в эпоху Чэн периода Шестнадцати царств, и был посвящён Чжугэ Ляну, получившему от Лю Бэя титул «Улянского хоу» (武鄉侯).
При династии Цин, в 1672 году, храм был полностью реставрирован[уточнить].
В храме находится множество скульптур, в частности, 28 генералов и чиновников государства Шу, особенности характера которых обозначены на их лицах при помощи различных красок.
Наряду с храмом, к комплексу относятся также Лотосовый пруд с павильонами и храм Лю Бэя, включённый в общий комплекс во времена  империи Мин.
В павильонах представлена выставочная экспозиция, посвящённая эпохе Троецарствия. Там же проводится демонстрация старинных одежд и музыкальных инструментов.
С 1991 года Ухоуцы включён в список Охраняемых памятников КНР.
- Ворота в храм Ухоуцы
- Император Лю Бэй в храме Ухоуцы
- Храм Чжугэ Ляна
- Чжугэ Лян в храме Ухоуцы
- дом Чжугэ Ляна